# Йоан Бухуш
Йоан Бухуш (молд. Ioan Buhuş ? - †1716) — великий логофет Молдовського князівства, виконував функції каймакама (заступника господаря) князівства з 26 липня 1703 по вересень того ж року і з 17 жовтня 1709 по 25 січня 1710.